# Gare de Bellac
Gare de Bellac vasútállomás Franciaországban, Bellac településen.

## Vasútvonalak
Az állomást az alábbi vasútvonalak érintik:
- Dorat-Limoges-Bénédictins-vasútvonal

## Kapcsolódó állomások
A vasútállomáshoz az alábbi állomások vannak a legközelebb:
- Gare du Dorat
- Gare de Vaulry
- Gare de Nantiat